# Jonathan Jasper Wright
Jonathan Jasper Wright (Contea di Luzerne, 11 febbraio 1840 – 1885) è stato un avvocato e magistrato statunitense. Fu giudice della Corte Suprema della Carolina del Sud (e primo giudice afroamericano della storia negli Stati Uniti) dal 1870 al 1877, durante l'era della ricostruzione.

## Biografia
Quando aveva circa sei anni si trasferì con la famiglia a Montrose, nella contea di Susquehanna. Frequentò la scuola distrettuale durante i mesi invernali, e lavorò per gli agricoltori della zona il resto dell'anno. Avendo risparmiato una piccola somma di denaro entrò alla Lancasterian University ad Ithaca, nello stato di New York. Dopo un approfondito corso di studio ritornò nel paese dove risiedevano i suoi genitori, ed entrò in uno studio legale dove fece il reading law, una sorta di specializzazione necessaria per diventare avvocato, per due anni, mantenendosi con l'insegnamento.
Successivamente entrò nell'ufficio del giudice Collins, a Wilkes-Barre, in Pennsylvania, nel quale continuò il reading law per un altro anno. Sentendosi qualificato per intraprendere la professione legale, si candidò per l'ammissione al foro, ma i pregiudizi contro gli afroamericani erano così forti che la commissione si rifiutò di esaminare la sua domanda.
Nell'aprile del 1865 Wright venne inviato dalla American Missionary Societu a Boufort, nella Carolina del Sud, come insegnante e collaboratore tra gli schiavi liberati. Rimase a Beufort fino all'approvazione del Civil Rights Act, quando ritornò a Montrose e chiese nuovamente di essere esaminato per ottenere l'idoneità alla pratica legale. La commissione questa volta lo dichiarò qualificato, e ne raccomandò l'ammissione al foro, che avvenne il 13 agosto 1865, facendo così diventare Wright il primo afroamericano ammesso alla pratica legale in Pennsylvania.
Nell'aprile del 1866 Wright venne nominato assistente legale a Beaufort della Freedmen's Bureau, un'agenzia governativa per l'assistenza dei rifugiati della guerra civile, dal generale Oliver Otis Howard, che ne era a capo. Nel luglio 1868 venne eletto alla Costitutional Convention of South Carolina. Ne divenne vicepresidente ed aiutò ad abbozzare la sezione relativa all'ordinamento giudiziario della Costituzione dello stato, che è tuttora in vigore. Subito dopo Wright venne eletto senatore dalla contea di Beaufort. Il 1º febbraio del 1870 venne eletto nella Corte Suprema della Carolina del Sud, nella quale rimase per sette anni, trascorsi i quali lasciò gli incarichi pubblici si dedicò alla professione privata. Morì nel 1885.